# Jay Critch
Jason Cole Critchlow (ur. 25 lutego 1998 w Nowym Jorku)  – amerykański raper, piosenkarz i autor tekstów. Posiada kontrakt z wytwórnią płytową Interscope Records i Rich Forever Music.

## Kariera
Wydał razem z Rowdy Rebel piosenkę „Man Down” w 2015 roku. W 2016 roku zaczął przesyłać swoje piosenki na SoundCloud. Zyskał większą uwagę w 2016 roku, kiedy jego piosenka „Did It Again” została zremiksowana przez Rich the Kida. Ich piosenka stała się virallem, a teledysk zyskał ponad milion wyświetleń w pierwszym tygodniu od jego wydania.
W listopadzie 2018 roku Jay Critch wydał swój debiutancki solowy mixtape Hood Favourite. Zawierał on gościnne występy z Offseta, French Montany i Fabolous. Wystąpił także w piosence "Ruthless" od Lil Tjaya, która została certyfikowana złotą płytą.
W grudniu 2020 roku Jay Critch wydał swój mixtape, Signed With Love. 5 maja 2021 r. Jay powrócił ze swoim mixtape'em Critch Tape. Zapowiedziany zaledwie kilka godzin przed premierą projekt zawiera 23 utwory, w tym między innymi z gościnnymi udziałami; Fivio Foreign, Lil Tjay i Drakeo the Ruler. 

## Dyskografia

### Mixtape'y
| Rich Forever 3 (z Rich the Kid i Famous Dex)            | - Wydany: 16 czerwca 2017 - Wytwórnia: Rich Forever Music, 300 Entertainment - Format: Digital download, streaming | 93  | 42 |
| Hood Favorite                                           | - Wydany: 2 listopada 2018 - Wytwórnia: Rich Forever Music, Interscope Records                                     | 86  | 47 |
| Rich Forever 4 (z Rich the Kid i Famous Dex)            | - Wydany: 2 sierpnia 2019 - Wytwórnia: Rich Forever Music, 300 Entertainment - Format: Digital download, streaming | 170 | —  |
| Signed with Love                                        | - Wydany: 22 grudnia 2020 - Wytwórnia: Talk Money Entertainment - Format: Digital download, streaming              | —   | —  |
| Critch Tape                                             | - Wydany: 5 maja 2021 - Wytwórnia: Talk Money Entertainment - Format: Digital download, streaming                  | —   | —  |
| „—" oznacza że mixtape nie był notowany na danej liście | |     |    |